# Лизистрата
Лизистрата (атички грчки: Λυσιστράτη) је старогрчка комедија Аристофана, првобитно изведена у античкој Атини 411. године пре нове ере. То је комична прича о мисији жене да оконча Пелопонески рат између грчких градова-држава тако што ће жене свим мушкарцима у земљи ускратити  сексуалне односе, за које се говорило да је једино што су истински и дубоко желели. Лизистрата наговара жене зараћених градова да се упусте у сексуални штрајк као начин да присиле мушкарце на преговоре о миру – стратегија која распламсава борбу између полова.
Представа је значајна као рано разоткривање сексуалних односа у друштву којим доминирају мушкарци. Његова структура представља помак од конвенција старе комедије, тренда типичног за ауторову каријеру. 

## Заплет
Представа почиње стиховима које изговарају Атињанка Лизистрата и њена пријатељица Калонис. Жене које представља Калонис, су лукави хедонисти којима је потребно чврсто вођство и смернице. Насупрот томе, Лизистрата је приказана као изванредна жена са великим осећајем индивидуалне и друштвене одговорности. Она је сазвала састанак жена из разних грчких градова-држава које су у међусобном рату. 
Уз подршку Спартанке Лампито, Лизистрата убеђује остале жене да ускрате сексуалне привилегије својим мушкарцима као начин да их примора да заврше Пелопонески рат. Жене оклевају, али договор је запечаћен свечаном заклетвом.
Убрзо након завршетка заклетве, са оближњег Акропоља се чуо тријумфални крик — старице Атињанки су преузеле контролу над њим на Лизистратин наговор, будући да се у њему налази државна благајна, без које мушкарци не могу дуго да финансирају свој рат. Лампито одлази да шири вест о побуни, а остале жене се повлаче иза капија Акропоља да чекају одговор мушкараца.
Стиже хор стараца, планирајући да запале капију Акропоља ако је жене не отворе. Још увек се спремају за напад на капију када стиже Хор старица, носећи крчаге воде. 
Затим стиже магистрат са неколико скитских стрелаца (атинска верзија полицијских чувара).  Дошао је по сребро из државне благајне да купи весла за флоту и наређује својим Скитима да почну да отварају капију. Међутим, брзо их преплаве групе жена.
Лизистрата објашњава магистрату фрустрације које жене осећају у време рата када мушкарци доносе одлуке које утичу на све, и даље се жали да се мишљења њихових жена не слушају. Затим исказује сажаљење које осећа према младим женама без деце, које старе код куће док су мушкарци одсутни на бескрајним ратовањима. 
Дебата се наставља између Хора стараца и Хора старица све док се Лизистрата не врати на сцену са вешћу да њене другарице очајнички желе секс и да почињу да дезертирају под најглупљим изговорима. Након што је окупила своје другарице и успоставила дисциплину, Лизистрата се поново враћа на Акропољ да настави да чека предају људи.
Одједном се појављује човек, очајнички жељан секса. То је Кинесија, Миринин муж. Лизистрата јој наређује да га мучи. Мирина обавештава Кинесијаса да ће имати секс са њим, али само ако обећа да ће окончати рат. 
Спартански гласник се тада појављује и тражи да се види са владајућим саветом како би организовао мировне преговоре. Магистрат се слаже да треба почети мировне преговоре.
Одлазе да доведу делегате. Док су одсутни, старице се обраћају старцима. Два хора се спајају, певајући и играјући углас. Почињу мировни преговори и делегати се накратко препиру око мировних услова, али превазилазе своје разлике и повлаче се на Акропољ на прославу. Рат је завршен.

## Историјска позадина
Неки догађаји који су значајни за разумевање драме:
- 424. п. н. е.: драма Витезови је освојила прву награду на Ленајском фестивалу. Њен протагониста, продавац кобасица по имену Агоракрит, појављује се на крају драме као невероватни спасилац Атине (Лизистрата је њен спасилац тринаест година касније).
- 421. п.н.е: Аристофан је написао комедију Мир. Њен протагониста, Тригеј, појављује се као невероватни заговорник универзалног мира (улога Лизистрате 10 година касније). Никијин мир је формализован исте године, чиме је окончана прва половина Пелопонеског рата (који се у Лизистрати назива „Претходни рат“).
- 413. п. н. е.: Атињани и њихови савезници претрпели су катастрофалан пораз у Сицилијанској експедицији, прекретници у дуготрајном Пелопонеском рату.
- 411. п. н. е.: Створене су Аристофанове Тесмофоријазусе и Лизистрата; олигархијска револуција (једна од последица сицилијанске катастрофе) показала се кратко успешном.

Стара комедија је била актуелни жанр и драматург је очекивао да његова публика буде упозната са локалним идентитетима и проблемима. 

## Конвенције писања
Лизистрата припада средњем периоду Аристофанове каријере када је почео значајно да се удаљава од конвенција старе комедије. Такве варијације од конвенције укључују:
- Подељени хор: Хор почиње ову представу подељен (старци против старица), а његово уједињење касније у представи треба да буде пример помирења.[6]
- Парабаза: У класичној грчкој комедији, парабаза је „говор у којем хор иступа и обраћа се публици“. Парабаза се не појављује у Лизистрати.[7]
- Агон: Аристофанове драме садрже формалне спорове или агоне који су конструисани ради реторичног ефекта. Лизистратина дебата са судијом је необичан агон[8] по томе што један лик (Лизистрата) води већину разговора, док је дијалог антагониста (судије) резервисан за питања или изражавање емоција. Неформалност агона скреће пажњу на апсурдност класичне жене која се укључује у јавну дебату.[9]